# Ermida de Nossa Senhora da Piedade (Tavira)
A Ermida de Nossa Senhora da Piedade fica situada na freguesia de Santa Maria, da cidade de Tavira. A sua construção data do século XVIII, após o terramoto de 1755.
É uma ermida de nave única, com um retábulo de estilo rococó. No centro do retábulo, observa-se a imagem de Nossa Senhora da Piedade, a única pintura existente nesta ermida. Terá, também, existido uma outra pintura, com a representação da Sagrada Família, não se sabendo da sua localização.